# Distretto di Mohammad Agha
Il distretto di Mohammad Agha è un distretto dell'Afghanistan appartenente alla provincia di Lowgar. Viene stimata una popolazione di 77.074 abitanti.